# Jörgen Persson
Jörgen Persson es un exjugador profesional de tenis de mesa sueco y ex número 1. Mide 1.86 m, su juego se caracteriza por cambios en el ritmo mediante su revés plano, donde sorprende a sus oponentes con potentes tiros, luego de algún topspin o loopspin alto de derecho.
Ha participado en todas las ediciones Olímpicas de Tenis de Mesa. En Pekín 2008 obtuvo el cuarto puesto (a los 42 años de edad) tras ceder en semifinales con quien luego sería medalla de plata, Wang Hao, y finalmente perdiendo la medalla de bronce en el partido por el tercer y puesto contra Wang Liqin.

## Palmarés

### Campeonatos mundiales
- 1989: Oro (Equipos) y Plata (Individuales)
- 1991: Oro (Individuales y equipos)
- 1993: Oro (Equipos)
- 1997: Plata (Dobles)
- 2000: Oro (Equipos)
- 2001: Bronce (Equipos)

### Campeonatos europeos
- 1986: Oro (Individuales y equipos)
- 1988: Oro (Equipos) y Plata (Dobles)
- 1990: Oro (Equipos)
- 1992: Oro (Dobles y equipos)
- 1994: Plata (Equipos)
- 1996: Oro (Dobles y equipos) y Plata (Individuales)
- 2000: Oro (Equipos)
- 2002: Oro (Equipos)